# Сибю
Сибю́ (фр. Sibut) — город в Центральноафриканской Республике, центр префектуры Кемо, одной из 14 провинций ЦАР.
Важный (по местным меркам) транспортный узел, находящийся в 188 километрах от столицы республики — Банги. Здесь находится конец асфальтированной дороги, начинающейся в Банги. Далее есть две местных дороги — одна на север к Кага Бандоро, а другая на восток в сторону Бомини, процветающей деревни с населением 450 человек, находящейся в 12 километрах от Сибю. Помимо дорог в городе есть небольшой аэродром.
Сам город находится на берегу небольшого притока реки Убанги (которая протекается примерно в 150 километрах к югу), который тем не менее не является судоходным даже для малых плавсредств. В городе есть одна средняя школа и рынок.
Рацион местных жителей (в том числе продающийся в уличных кафе) включает маниока с соусом из арахиса, а также мясо различных диких животных. Из алкогольных напитков распространено местное пальмовое вино крепостью около 33°.
В окрестностях Сибю в 2018 году были убиты трое российских журналистов, в том числе Орхан Джемаль.

## Климат
| Показатель                    | Янв. | Фев. | Март | Апр. | Май  | Июнь | Июль | Авг. | Сен. | Окт. | Нояб. | Дек. | Год  |
| ----------------------------- | ---- | ---- | ---- | ---- | ---- | ---- | ---- | ---- | ---- | ---- | ----- | ---- | ---- |
| Средний суточный максимум, °C | 35,7 | 36,3 | 34,8 | 33   | 31,6 | 30,4 | 29,3 | 28,7 | 29,2 | 29,6 | 31,4  | 34,1 | 32   |
| Средняя температура, °C       | 29   | 30,1 | 29,4 | 28,3 | 27,2 | 26,1 | 25,2 | 24,7 | 25   | 25,3 | 26,5  | 27,9 | 27   |
| Средний суточный минимум, °C  | 22,8 | 24,4 | 24,8 | 24,3 | 23,5 | 22,6 | 21,8 | 21,5 | 21,6 | 21,8 | 22,1  | 22,1 | 22,8 |
| Норма осадков, мм             | 1    | 7    | 49   | 91   | 116  | 117  | 181  | 229  | 196  | 178  | 59    | 6    | 1230 |
| Источник: Climate-Data.org    |      |      |      |      |      |      |      |      |      |      |       |      |      |